# Uwe Böhnhardt
Uwe Böhnhardt (1 de octubre de 1977 – 4 de noviembre de 2011) fue un asesino y terrorista de ultraderecha y, junto a Uwe Mundlos y Beate Zschäpe, miembros de Clandestinidad Nacionalsocialista (CNS), una organización terrorista Neonazi. Se cree que Böhnhardt fue asesinado en 2011 por Mundlos en un aparente suicidio pactado.

## Biografía
Böhnhardt fue el más joven de tres hijos del matrimonio conformado por el ingeniero Jürgen Böhnhardt y la profesora Brigitte. Creció en Jena y en buena sintonía con sus dos hermanos mayores. Su infancia y su etapa educacional transcurrieron con normalidad.
Sin embargo, en 1988, uno de los hermanos mayores de Böhnhardt, Peter, murió unos meses antes de que el propio Uwe cumpliera 18 años en circunstancias misteriosas. Los transeúntes lo habían encontrado sin vida delante de la casa de sus padres. Para Böhnhardt, su hermano había sido un modelo a seguir.
En el verano de 1991, el sistema educativo empieza a cambiar. Uwe tiene que abandonar su antiguo colegio y se separa de sus amigos. Debido a esto, en otoño de ese mismo año, Böhnhardt comienza a faltar a clase. Al principio solo era por unas horas hasta que comienza a no asistir a clase por días.
En 1992, Böhnhardt ya había cosechado un registro de delitos menores. A los padres Böhnhardt se les recomienda buscar la ayuda de un psicólogo en abril de ese año y se le manda al orfanato de Burgk.
Al volver a casa de sus padres, asiste al colegio esporádicamente. Böhnhardt tiene que repetir séptimo grado y en el curso 1992/93 es admitido en un colegio especial. En este nuevo colegio, tampoco encontró aceptación entre sus compañeros por su nivel de madurez. Por lo tanto, se acaba juntando con adolescentes más mayores, los cuales muchos tenían ideas de ultraderecha. Mientras tanto, Böhnhardt continúa cometiendo delitos menores como el robo de ordenadores en su colegio, lo que causa que no obtenga diploma de graduación.
En febrero de 1993, a la edad de 15 años, es encarcelado debido a su implicación en varios robos y peleas. Se le sentencia a servir cuatro meses en la prisión juvenil de Hohenleuben. En junio saldría de la cárcel pero volvería en septiembre de ese mismo año por segunda vez.
De 1994 en adelante, Böhnhardt comienza a visitar el "Winzerclub", un club joven en Jena donde empieza a conocer a personalidades del mundo de la clandestinidad nacionalsocialista.
En septiembre de ese año comienza un aprendizaje como obrero, del que se gradúa con un aprobado.
La Oficina Federal alemana para la protección de la Constitución ya tenía a Böhnhardt en el punto de mira en 1995, señalándolo como un ultraderechista.
El 10 de septiembre de 1995, Böhnhardt y Zschäpe tiran huevos en un memorial a las víctimas del fascismo en Rudolstadt.
En primavera de 1997 Böhnhardt es encarcelado por quinta vez por distribuir CDs de rock nacionalsocialista y sedición. Ese mismo año, después del incidente en el que colgó un muñeco con la palabra "judío" de un puente se le añade la sexta sentencia, lo que acaba sumando dos años y tres meses de prisión pero, a pesar de esta sentencia, Böhnhardt no vuelve a prisión y en 1998 se pasa a la clandestinidad después de que la policía hiciera una redada en varias propiedades de la zona, incluyendo la de los padres de Böhnhardt y su garaje. Su ordenador es confiscado y Böhnhardt, personalmente, lleva a la policía a un garaje que había sido alquilado por Beate Zschäpe y, antes de que los oficiales pudieran abrir dicho garaje, Uwe Böhnhardt se había fugado en su coche, recogiendo a Uwe Mundlos y a Beate Zschäpe por el camino y desapareciendo sin dejar pista. Una fuga que duraría más de trece años.

## Peggy Knobloch
En 2016, la policía identificó rastros de ADN de Böhnhardt en el lugar en el que la niña desaparecida, Peggy Knobloch, había sido encontrada. Más tarde, la policía alemana se retractó después de descubrir que un error en el ADN había ocurrido.